# سنت-اوین (واله دائوستا)
سنت-اوین (به ایتالیایی: Saint-Oyen) یک کومونه در ایتالیا است که در واله دائوستا واقع شده‌است. سنت-اوین ۹ کیلومتر مربع مساحت و ۲۱۶ نفر جمعیت دارد و ۱٬۳۷۳ متر بالاتر از سطح دریا واقع شده‌است.

## خواهرخوانده
شهرهای Saint-Oyens, Montbellet و Saint-Oyen خواهرخوانده‌های سنت-اوین (واله دائوستا) هستند.